# Казахська мова
Каза́хська мо́ва (латиниця: qazaqşa або qazaq tili, кирилиця: қазақша або қазақ тілі, арабиця: ‏قازاقشا‏‎ або ‏قازاق ٴتىلى‏‎) — тюркська мова кипчацької групи, якою розмовляють у Центральній Азії. Близька до ногайської, киргизької, карагашської і особливо каракалпацької. Державна мова в Республіці Казахстан, а також є мовою значної частини меншини в Ілі-Казахській автономній області Китаю та аймаку Баян-Улгий Монголії. Казахською також розмовляє багато етнічних казахів на території колишнього Радянського Союзу (близько 472 000 Російській Федерації, згідно з переписом 2002 року), в Афганістані, Ірані, Туреччині та Німеччині. 
Як і інші тюркські мови, казахська мова є аглютинативною і використовує гармонію голосних. Формувалась протягом XIV-XVII століть як мова споріднених тюркських племен, що кочували територією сучасного Казахстану в добу розпаду Золотої Орди. Остаточно відокремилася від інших мов кипчацько-ногайської підгрупи у середині XVII століття.
У жовтні 2017 року президент Казахстану Нурсултан Назарбаєв підписав указ про перехід системи письма з кирилиці на латиницю до 2025 року. Запропонована латинська абетка кілька разів переглядалася, і станом на січень 2021 року була близька до турецької абетки, не мала літер C і Ç, але мала натомість три додаткові літери: Ä, Ñ, і Ū (інші ж літери, такі як Y, мають різні значіння в двох мовах). Планується, що латинську абетку впроваджуватимуть поступово, із 2023 аж до 2031 року.

## Соціолінгвістична характеристика
Всього у світі казахською мовою розмовляє близько 12 млн осіб, із них у Казахстані — 9 млн людей, 2 млн в інших країнах СНД, 1.5 млн в Китаї. Крім того, ця мова є в ужитку в Монголії, Афганістані, Пакистані, Ірані, Туреччині, Німеччині.
Перехід на кирилицю в 1940 р. «ознаменувався» тим, що за основу взяли російську абетку цілком зі специфічними російськими літерами (ь, ъ, е, ц, ч, щ, ю, які відсутні в казахській мові) для написання т. зв. запозичень з російської мови. В радянський час в зростальному темпі в казахській мові утворився цілий пласт російських слів.
Він не тільки збіднив мову і перетворив її на «казахско-російський діалект», а й спричинив «ерозію» мови. 
У підсумку казахська мова з цих та інших причин (зменшення населення та ін.) опинилася в критичному становищі.

## Книжна мова й місцеві відмінності
У сучасній казахській мові виділяють три говірки: північно-східну, південну й західну, що наближено відповідають землям трьох жузів. У мові казахів Китаю (південна й північно-східна говірки) й Монголії (північно-східна говірка) є відмінності в словнику, що зумовлено довгим перебуванням у складі різних країн. Але місцеві відмінності казахської мови в цілому незначні й носії мови відчувають їх слабко. Причиною цього є природні умови Казахстану, його степи, завдяки яким окремі племена й роди спілкувалися між собою частіше, аніж з сусідніми народами.

## Опис мови

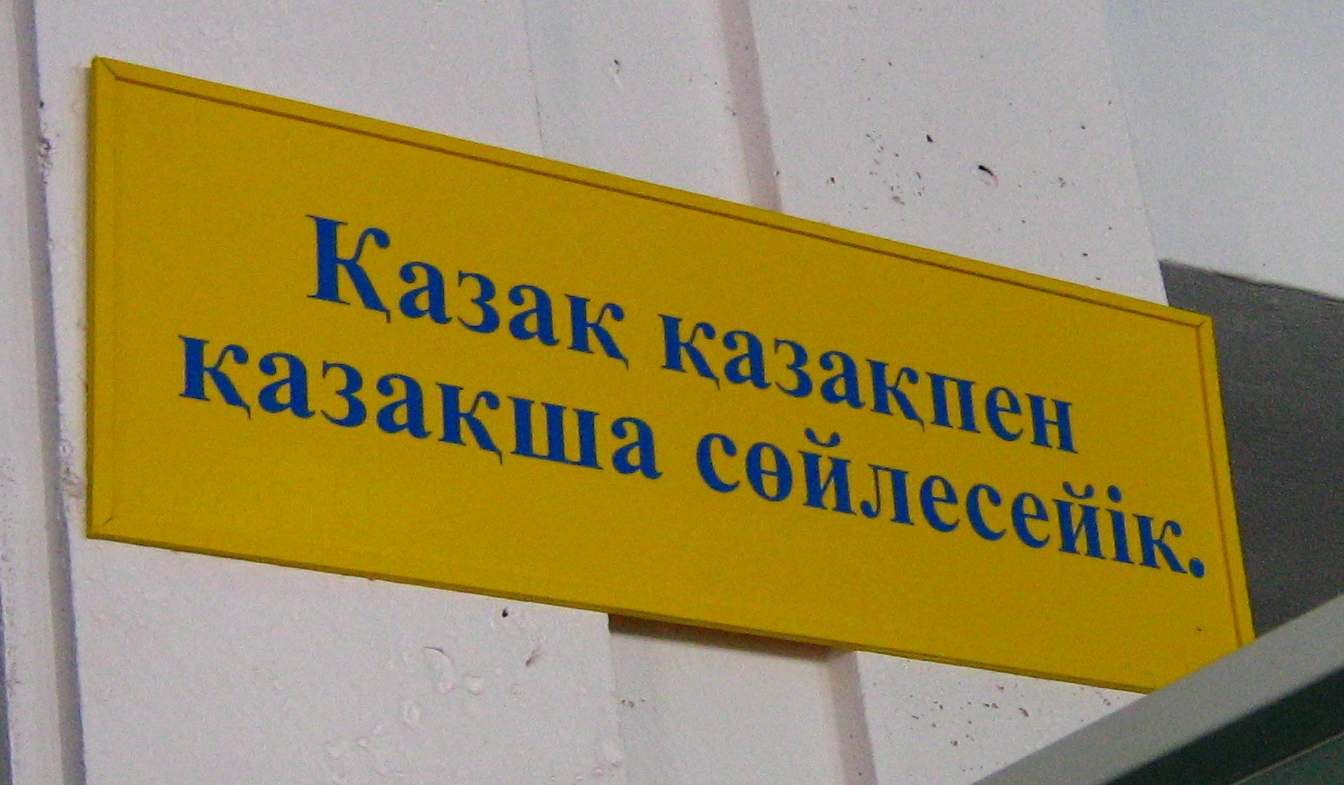
Казаху, розмовляй з казахами казахською.

### Особливості мови
- Казахська мова — аглютинативна мова. Це означає, що словозміна відбувається послідовним приєднанням афіксів до незмінної основи слова. З афіксів у казахській мові присутні лише наростки, приростки ж відсутні.
- Іменник в казахській мові не змінюється за родами, але змінюється за приналежністю до певної особи.
- Прикметники не узгоджуються ані в числі, ані у відмінку.
- У казахській мові сталий порядок слів: /Підмет/ — /Додаток/ — /Присудок/

### Вимова
- В казахській мові діє такий закон суголосність голосних: голосна суфікса, що додається до слова, буде того самого типу, що й остання голосна слова. Типи голосних: тверді-м'які (А — Е, О — Ө, Ұ — Ү та Ы — І). Протиставлення А — Ә бачимо лише в словах персько-арабського походження. Приголосні Г і К можуть поєднуватись лише з м'якими голосними, а приголосні Ғ і Қ — тільки з твердими. У питомих казахських словах можуть використовуватись або лише тверді, або лише м'які голосні. В запозичених і складених словах це явище може порушуватись. Літера И позначає дифтонг ій (укр. ий) чи йі (приблизно укр. ї). Літера У позначає дифтонги үў — ўү, ұў — ўұ і ў нескладове (ў подібно білоруській ў чи англійському w, або українському в перед приголосним).

## Правопис (граматика)

### Абетка
Казахи, як і всі тюркські народи, — спадкоємці рунічної писемності, відомої в науці як орхоно-єнісейська. Рунічна абетка складалась з 24 літер і словороз'єднувального знака.
Згодом, під мусульманським впливом, на землях Казахстану стали користуватися арабицею. Казахи, що живуть у Китаї, й дотепер послуговуються модифікованою арабською графікою в засобах масової інформації й частково в системі освіти.
У період між 1929 і 1940 р. використовувалася латинська графіка.
Сучасна казахська мова, починаючи з 1940 року, застосовує кириличну графічну систему.
Казахська абетка налічує 42 літери, ґрунтуючись на російській абетці з додатковими 9 літерами.
Такі літери: В, Ё (з 1957), Ф, Х, Һ, Ц, Ч, Щ, Ъ, Ь, Э в суто казахських словах не застосовуються. Літери: Ё, Ц, Ч, Щ, Ъ, Ь, Э використовуються лише в запозичених з російської або через російську мову словах, що пишуться відповідно до правил російського правопису. Літера Х в розмовній мові вимовляється як Қ. Літера Һ використовується лише в арабо-перських запозиченнях і вимовляється як глуха Х. Літера Е на самому початку слова вимовляється як дифтонгоїд [ʲe]. Літера Э завжди вимовляється як літера Є. Літера О на самому початку слова може вимовлятись як дифтонгоїд [ʷo]. Літери І і Ы позначають звуки, подібні до старослов'янських (до занепаду редукованих) Ь і Ъ. Літера И позначає псевдодифтонги ЫЙ, ІЙ. Літера У позначає нескладовий звук, подібний білоруській Ў, і псевдодифтонги ҰУ, ҮУ, ЫУ, ІУ.
Такі літери позначають пари голосних переднього і заднього ряду (що називаються відповідно «м'які» або «вузькі» і «тверді» або «широкі»): 
Е — А
Ө — О
Ү — Ұ
І — Ы
В арабо-перських запозиченнях також є протиставлення Ә — А.
Оскільки наголос завжди на останньому складі, він на письмі не позначається.
Казахська латинська абетка
A a 	Ä ä B b D d	 E e	 F f G g Ğ ğ 	H 
h İ i	I ı 	J j K k L l M m N n Ñ ñ	 
O o Ö ö 	P p 	Q q	 R r S s Ş ş 	T t 	
U u 	Ū ū Ü ü V v Y y Z z	
Казахська кирилична абетка
А а Ә ә Б б В в Г г Ғ ғ Д д
Е е Ё ё Ж ж З з И и Й й К к
Қ қ Л л М м Н н Ң ң О о Ө ө
П п Р р С с Т т У у Ұ ұ Ү ү
Ф ф Х х Һ һ Ц ц Ч ч Ш ш Щ щ
ъ Ы ы І і ь Э э Ю ю Я я

### Переходи звуків при додаванні суфіксів
1) Звуки п, к, қ коли розташовані між голосними — переходять в б, г, ғ.
2) Якщо після звука с іде ш або ж, то він читається як ш.
На письмі це не відбивається.
3) В позиції між ш-ш, ж-й, ш-й звук а вимовляється м'яко.

### Утворення множини
Множина іменників утворюється за допомогою таких наростків:
-лар/лер — для слів з основами на голосні і р, й, у
-дар/дер — для слів з основами на ж, з, л, м, н, ң
-тар/тер — для слів з основами на глухі приголосні (к, п, с, т, ф, х, ш, ц, ч) і б, в, г, д

### Займенники
У казахській мові шість (разом з формальною формою — вісім) особових займенників:
| Однина     | Однина                  | Множина    | Множина                  |
| Казахською | Українською             | Казахською | Українською              |
| ---------- | ----------------------- | ---------- | ------------------------ |
| Мен        | Я                       | Біз        | Ми                       |
| Сен        | Ти (неформальне однини) | Сендер     | Ви (неформальне множини) |
| Сіз        | Ви (формальне однини)   | Сіздер     | Ви (формальне множини)   |
| Ол         | Він/Вона/Воно           | Олар       | Вони                     |

### Відмінки
У казахській мові 7 відмінків.
| Відмінок                           | відповідає на питання                                                                 | закінчення                               |
| ---------------------------------- | ------------------------------------------------------------------------------------- | ---------------------------------------- |
| Називний відмінок (Атау септік)    | хто? (кім?) що? (не?)                                                                 | —                                        |
| Родовий відмінок (Ілік септік)     | чий? кого? (кімнің?) чого? (ненің?)                                                   | -ның, -нің, -дың, -дің, -тың, -тің       |
| Давальний відмінок (Барыс септік)  | кому? (кімге?) чому? (неге?) куди? (қайда?)                                           | -ға, -ге, -қа, -ке, -а, -е, -на, -не     |
| Знахідний відмінок (Табыс септік)  | кого? (кімді?) що? (нені?)                                                            | -ны, -ні, -ды, -ді, -ты, -ті             |
| Місцевий відмінок (Жатыс септік)   | у кого? в кому? (кімде?) у чого? в чому? на чому? (неде?) де? (қайда?) коли? (қашан?) | -да, -де, -та, -те, -нда, -нде           |
| Вихідний відмінок (Шығыс септік)   | від кого? у кого? (кімнен?) від чого? з чого? (неден?) звідки? (қайдан?)              | -дан, -ден, -тан, -тен, -нан, -нен       |
| Орудний відмінок (Көмектес септік) | з ким? (кіммен?) з чим? (немен?) як?)                                                 | -мен, -менен, -бен, -бенен, -пен, -пенен |

## Приклад
«Заповіт» Т.Шевченка казахською мовою (переклав Абдільда Тажибаєв)
| ӨСИЕТ Көміңдер мені өлген соң, Сүйікті туған елімде. Қазылсын қабырым кең байтақ Украинамның жерінде. Жатайын биік корғанда Кеудемді кернеп жалыным. Жатайын тыңдап күдіретті Днепрдің сарынын. Ақса қаны дұшпанның Украиннан езілген. Ағызса оны Днепр Қосылса көк теңізбен, Тастап сонда кабырымды Тәңірге ұшам табынам. Оған дейін мен оны Ешқашанда таныман! Аттаныңдар көмгесін, Үзіндер бұгау темірді! Жау қанынмен сұғарып, Көгертіңдер өмірді! Мені де, Ұлы Отанды, Жаңа ел — үлкен өлкеде. Ескеріңдер үмытпай, Шапағатпен әр кезде! |

(Джерело: Т. Г. Шевченко, Заповіт мовами народів світу, К., «Наукова думка», 1989)